# Кастоди банка
Кастоди банка је банка која тргује хартијама од вредности у своје име за рачун клијента. На тај начин се банка појављује на Берзи док име правог власника акције остаје скривено.
Банка преузима бригу о хартијама од вредности како приватних и правних лица али и осигуравајућих кућа, приватних и пензионих фондова.
Податке из евиденције о хартијама од вредности и имена клијената Банка чува као пословну тајну.
Прве дозволе за обављање кастоди послова поједине банке у Србији су у новије време добиле почетком 2007. године од Комисије за хартије од вредности